# De Tomaso Pantera
De Tomaso Pantera – samochód sportowy produkcji włoskiej, produkowany w latach 1971–1991 przez firmę De Tomaso. Głównym rynkiem sprzedażowym dla Pantery miały być Stany Zjednoczone oraz Włochy. Wyprodukowano ich 7260 egzemplarzy.  Prezentacja modelu odbyła się w Modenie w 1970 roku. Samochód posiadał m.in. Elvis Presley, Tim Horton i Vince Neil

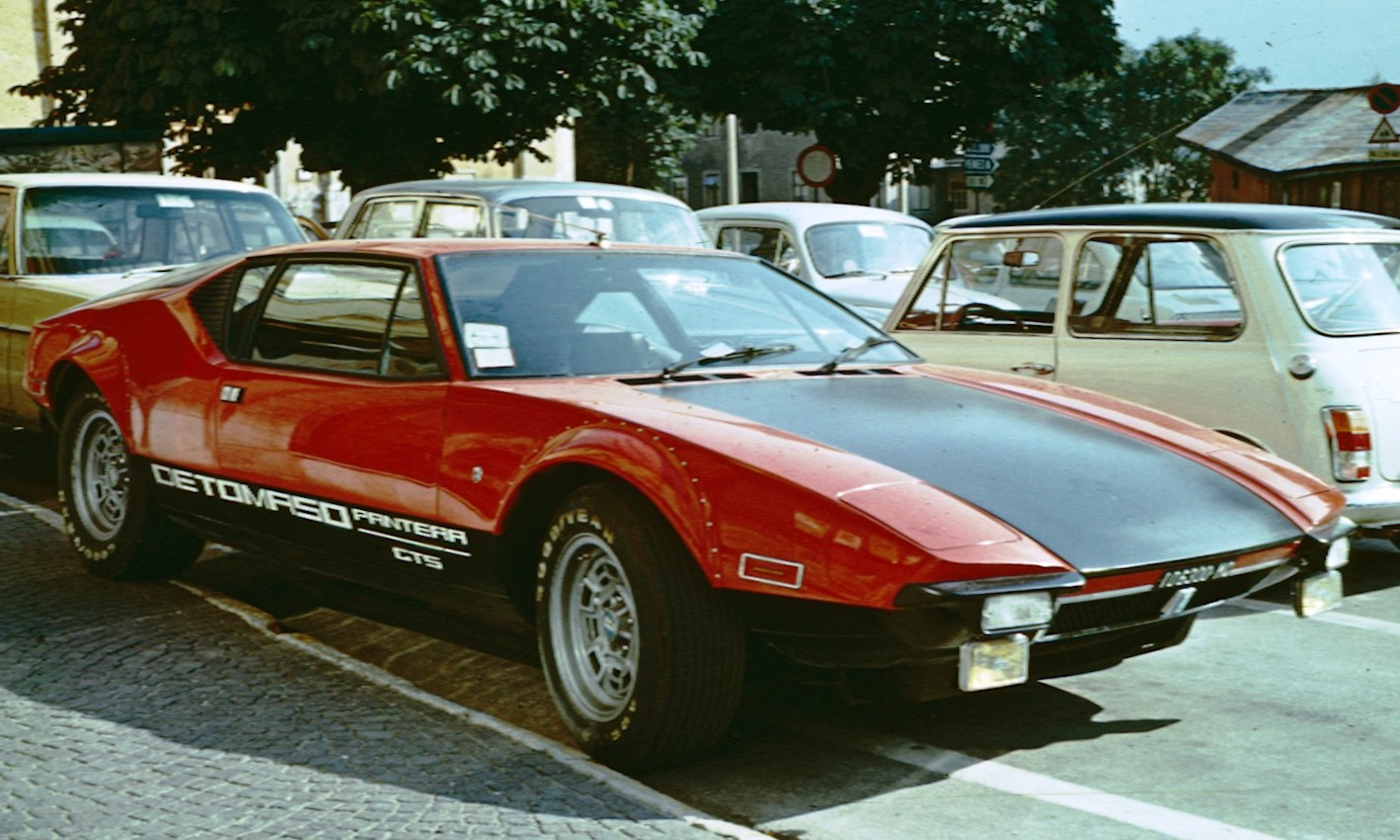
De Tomaso Pantera GTS wczesnej produkcji

## Dane techniczne
- Nadwozie — samonośne, 2-drzwiowe, 2-osobowe[1]
- Silnik — 4-suwowy, 8-cylindrowy widlasty, chłodzony cieczą, napęd na koła tylne centralnie przez oś tylną[1],
- Średnica cyl. x skok tłoka/pojemność skokowa 4"/3,5" (101,6 x 88,9 mm)/5751 cm³[1]
- Moc maksymalna — 330 KM przy 5400 obr./min.[1]
- Stopień sprężania — 8,5
- Skrzynka przekładniowa — mechaniczna, 5-biegowa, synchronizowana[1]
- Zawieszenie przednie i tylne — po 2 poprzeczne wahacze przy każdym kole, sprężyny śrubowe, amortyzatory teleskopowe, stabilizator
- Hamulce — dwuobwodowe, tarczowe na 4 kołach ze wspomaganiem, hamulec ręczny, mechaniczny na tylne koła
- Ogumienie — o wymiarach 185/70VR15 (przód), 215/70VR15 (tył)[1]
- Długość/szerokość/wysokość pojazdu — 4250/1800/1100 mm[1]
- Rozstaw osi — 269 cm[1]
- Masa własna pojazdu — 1420 kg
- Prędkość maksymalna — zależnie od przełożenia napędu od 233 do 288 km/h[3]
- Zużycie paliwa — 15,1 l/100 km przy 120 km/h

## Samochód w filmie
- W filmie Herbie Goes to Monte Carlo pojawia się kilka egzemplarzy Pantery.
- W pierwotnej wersji 60 sekund z Nicolasem Cage'em pojawia się żółta Pantera GTS.
- W Cannonball również pojawia się ten samochód[4].
- W filmie Szybcy i Wściekli V (Fast Five) pojawia się De Tomaso Pantera w scenie kradzieży aut z pociągu.